# Susana Ferrari Billinghurst
Susana Ferrari Billinghurst (née le 20 mars 1914 et morte le 13 août 1999) est une aviatrice argentine. Elle est la première femme d'Amérique du Sud à obtenir une licence de pilote commercial, en 1937.